# Charles Coenraets
Pour les articles homonymes, voir Coenraets.
Charles Coenraets, né à Bruxelles le 31 août 1852 et mort dans la même ville le 29 février 1908, est un peintre belge.

## Biographie

### Famille
Charles (Charles Marie) Coenraets, né boulevard du Régent no 15 à Bruxelles le 31 août 1852, est le fils de Jean Baptiste Coenraets (1827-1883), négociant et conseiller communal à Ixelles de 1864 à 1872, et de Marie Henriette Ladevèze (1825-1899). Son frère Ferdinand Coenraets (1860-1939) est artiste peintre. Le 18 décembre 1884, Charles Coenraets épouse à Bruxelles Albertine Agnès Vanden Heuvel (1857),.

### Carrière
Membre du Cercle artistique et littéraire de Bruxelles depuis 1877, Charles Coenraets y expose régulièrement à partir de 1882. De 1881 à 1903, il participe à plusieurs salons triennaux belges. À l'Exposition universelle de 1889 à Paris, il expose Pensive. Lors de l'Exposition universelle de 1893 de Chicago, il présente Atelier de tourneur en bois et Intérieur à Auderghem. Il envoie Intérieur d'atelier et Marine à Ostende à l'Exposition de Bordeaux de 1895.
Charles Coenraets meurt, à l'âge de 55 ans, chez lui, boulevard Charlemagne no 22 à Bruxelles, le 29 février 1908. Il est inhumé au cimetière d'Ixelles.

## Œuvre

### Caractéristiques

Colombine dévastée par l'Amour.

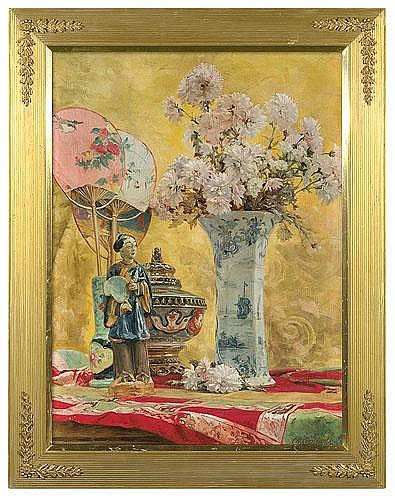
Nature morte aux motifs japonais.

Son champ pictural, de facture classique, comprend les paysages, les marines, les portraits, les intérieurs et les natures mortes, souvent florales. Au début de sa carrière, il est surtout coloriste et sensible aux gammes grises. En 1905, son style a progressé vers le brillant, ses paysages ont de la spontanéité. Le velouté d'un noir offre un effet de surprise dans Béguinage de Bruges, tout taché de soleil, son Hiver à Boitsfort est délicat, sa Marine donne très bien le site de Slykens, près d'Ostende.

### Expositions triennales belges
- Salon de Bruxelles de 1881 : Paysanne italienne et Le Fumoir[6].
- Salon d'Anvers de 1882 : Jeune fille de Bosnie et Matin, vue d'Evere (aquarelles)[7].
- Salon de Gand de 1883 (XXXIIe) : Dans l'atelier et Chemin creux de Tervueren[8].
- Salon de Bruxelles de 1887 : Pensive[9].
- Salon d'Anvers de 1888 : Au salon et Pensive[10].
- Salon de Gand (XXXIVe) de 1889 : Cour de ferme et Intérieur à Auderghem[11].
- Salon d'Anvers de 1891 : Marée basse à Tamise[12].
- Salon de Gand (XXXVe) de 1892 : Dans l'atelier, Moulin à Woluwe et Marée basse à Tamise[13].
- Salon de Bruxelles de 1893 : Les Roses et Cour de ferme[14].
- Exposition universelle de 1894 à Anvers : La Pâtée[15].
- Salon de Gand (XXXVIe) de 1895 : Cour de ferme flamande[16].
- Salon de Bruxelles de 1897 : Ferme flamande[17].
- Salon d'Anvers de 1898 : Ruisseau, printemps et Derniers rayons de soleil[18].
- Salon de Bruxelles de 1903 : Coin de ferme et Rivage hollandais[19].

## Honneur
- Commandeur de l'ordre du Christ (Portugal).